# Huracà Edith (1971)
Edith va ser l'huracà més fort de la temporada d'huracans de l'Atlàntic de 1971. Es va desenvolupar d'una ona tropical el 5 de setembre i s'enfortí ràpidament, i es va convertir en un huracà al mar del Carib. Edith es va intensificar ràpidament el 9 de setembre i va fer recalada al Cap de Gracias a Dios com un huracà de categoria 5 a l'escala d'huracans de Saffir-Simpson. Progressivament i amb rapidesa, el cicló va perdre intensitat sobre l'Amèrica Central i, després d'un breu pas pel golf d'Hondures, va travessar la península del Yucatán a Mèxic. Després es va dirigir pel golf de Mèxic un tàlveg feu girar la tempesta en direcció nord-est i Edith, després de reforçar-se mentre accelerava cap a la costa, va fer recalada a Louisiana amb vents de 170 km/h el 16 de setembre. Edith, llavors, es va afluixar progressivament sobre terra ferma i va desaparèixer sobre l'estat de Geòrgia el 18 de setembre.